# Chanty-Mansyjski Okręg Narodowościowy
Chanty-Mansyjski Okręg Narodowościowy – nazwa autonomicznego okręgu w składzie ZSRR, obowiązująca w latach 1940–1977. 
Nazwa ta zawiera pochodzące z języków chantyjskiego i mansyjskiego określenia rdzennych narodów okręgu – Chantów i Mansów. W 1940 r. zastąpiła ona nazwę Ostiako-Wogulski Okręg Narodowościowy, która zawierała rosyjskie określenia obu autochtonicznych narodów.
Po poszerzeniu zakresu autonomii w 1977 r. okręg przemianowano na Chanty-Mansyjski Okręg Autonomiczny.
Informacje na temat położenia, funkcjonowania i historii Chanty-Mansyjskiego Okręgu Narodowościowego znajdują się w artykule poświęconym Chanty-Mansyjskiemu Okręgowi Autonomicznemu – Jugrze – jak obecnie nazywa się ta jednostka administracyjna.